# Son of the Tree
Son of the Tree - Fiul copacului este o nuvelă science-fiction a scriitorului american Jack Vance. A fost publicată pentru prima dată în revista Thrilling Wonder Stories, în iunie 1951, și ca o carte Ace Double în 1964, împreună cu The Houses of Iszm. Son of the Tree a fost reeditat ca volum de sine stătător în 1974 de editura Mayflower. 

## Introducere
Joe Smith trebuie să facă față numeroaselor comploturi al unor diferite societăți extraterestre în căutarea pământeanului care a fugit cu iubita sa.    
Acțiunea are loc într-un viitor ipotetic pe trei planete conectate politic și economic - Kyril, Mangtse și Ballenkarch. Locuitorii celor trei planete sunt foarte asemănătoare cu pământenii, cu toate acestea, datorită îndepărtării lor în Galaxie, au pierdut deja legăturile cu Pământul și consideră această planetă o ficțiune.
Puterea planetei Kyril este în mâinile unei caste puternice de două milioane de druizi care se închină copacului uriaș al vieții; ei sunt deserviți de cinci miliarde de sclavi laiti oprimați, care cred că Pomul poate oferi tuturor viața veșnică.
Pe Mangtse, mai dezvoltat din punct de vedere economic și social, există două părți opuse: „Apa Albastră”, care exprimă interesele comercianților și preferă să acționeze diplomatic, și partidul elitei militare „Filiala Roșie”.
Pe Ballenkarch, care a rămas mult timp cel mai puțin civilizat dintre cele trei lumi, cel mai recent a venit la putere un anumit prinț, care a unit toate clanurile sub autoritatea sa și a început industrializarea planetei.

## Rezumat
Nuvela începe cu sosirea lui Joe Smith pe planeta Kyril, atât de îndepărtată încât Pământul este doar un mit. Planeta Kiril este dominată de o aristocrație religioasă denumită „druizi”, aristocrație care stăpânește cele cinci miliarde de oameni „laici”, și care controlează închinarea la „Arborele Vieții”, un copac imens cu un trunchi de cinci mile în diametru și 12 mile înălțime. Druizii sunt xenofobi și îl consideră pe Joe drept un spion. Din motive necunoscute, el este prieten cu Hableyat, un nativ din lumea Mangtse și spion auto-proclamat, care îi găsește un loc de muncă ca șofer pentru prințesa druidă Elfane. 
După ce a asistat la o crimă comisă de iubitul prințesei Elfane, Manaolo, Joe Smith fuge de pe planeta Kyril cu nava spațială Belsaurion, programată să ajungă pe Ballenkarch, destinația sa originală - doar pentru a constata că el și cei de la bord (Hableyat, Manaolo și Prințesa Elfane) sunt doar pioni într-un complot politic cu trei sensuri complexe între lumile opuse (planetele Kyril, Mangtse și Ballenkarch). Supraviețuind unor tentative de omor și nedumerit în privința intențiilor lui Hableyat și ale prințesei Elfane, el ajunge pe Ballenkarch, unde află spre surprinderea lui că pământeanul pe care-l căuta s-a făcut singur prinț, cu femeia pe care a lăsat-o în urmă pe Pământ ca a sa prințesă. Cu toate acestea, cea mai mare surpriză a sa va fi atunci când descoperă natura adevărată și oribilă a așa-numitului „Arbore al vieții”. 

## Personaje
- Joe Smith este personajul principal, un pământean cu cunoștințe tehnice, care a pornit într-o lungă călătorie către alte planete, la cererea iubitei sale Margaret.
- Margaret este femeia de care Joe Smith este îndrăgostit.
- Harry Krees / Prințul Vile Alan este un pământean, fostul iubit al Margaretei, de care este încă îndrăgostit.
- Hableyat este un nativ al planetei Mangtse, un mesager și spion al lui Meng de pe planeta Kairil. Reprezentant al Partidului Apa Albastră, care susține expansiunea culturală și economică, spre deosebire de metodele militare.
- Magnerru Ippolito - Meng, reprezentant al partidului militar al Filialei Roșii, care pledează pentru o politică externă agresivă.
- Prințesa Elfane este un druid de pe planeta Cyril, un susținător înfocat al credinței în Arborele Vieții, de care este îndrăgostit Joe Smith.
- Manaolo este un druid  de pe Kyril

## Teme principale
Tema copacilor cu puteri speciale legate de o sectă religioasă apare într-o serie de lucrări ale lui Vance, inclusiv în The Houses of Iszm (unde copacii sunt centrul unei societăți, similar ca cea de pe planeta Kyril), Maske: Thaery (unde „druizii” sunt atașați de copaci cu un devotament extrem) și The Gray Prince  - Prințul gri (unde o rasă de băștinași venerează copaci și pe care urcă ca să moară). Tema unei ortodoxii religioase care domină o societate în detrimentul ei apare și în multe dintre lucrările anterioare ale lui Vance. 